# Schronisko Wschodnie w Kończystej
Schronisko Wschodnie w Kończystej – jaskinia, a właściwie schronisko, w Dolinie Miętusiej w Tatrach Zachodnich. Wejście do niej znajduje się we wschodnim zboczu Kończystej Turni na wysokości 1185 metrów n.p.m. Długość jaskini wynosi 7,5 metrów, a jej deniwelacja 2,5 metrów.

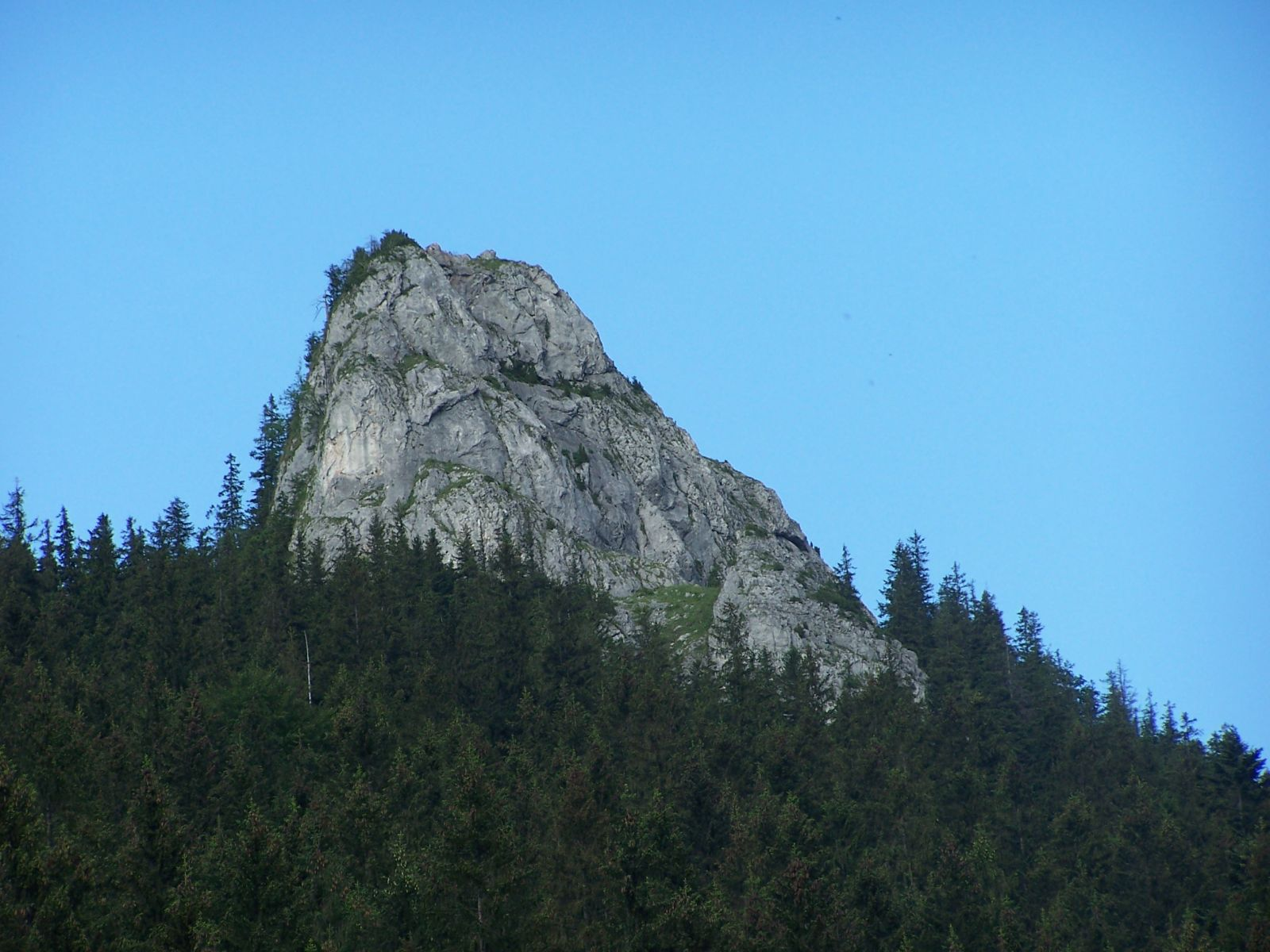
Kończysta Turnia

## Opis jaskini
Jaskinię tworzy obszerna sala przechodząca w wąską szczelinę, do której prowadzi bardzo duży otwór wejściowy. Znajdują się w niej dwa niewielkie progi.

## Przyroda
W jaskini można spotkać nacieki grzybkowe. Ściany są suche, rosną na nich porosty, glony i mchy.

## Historia odkryć
Brak jest danych o odkrywcach jaskini. Jej pierwszy plan i opis sporządziła I. Luty przy pomocy B. Zalewskiego w 1996 roku.